# (6155) Yokosugano
(6155) Yokosugano est un astéroïde de la ceinture principale.

## Description
(6155) Yokosugano est un astéroïde de la ceinture principale. Il fut découvert le 11 novembre 1990 à Minami-Oda par Toshiro Nomura et Koyo Kawanishi. Il présente une orbite caractérisée par un demi-grand axe de 2,53 UA, une excentricité de 0,18 et une inclinaison de 4,1° par rapport à l'écliptique.

## Compléments